# Cupressoideae
Cupressoideae é uma das sete subfamílias em que se divide a família Cupressaceae, agrupando 11 géneros com numerosas espécies, quaase todas nativas do hemisfério norte.

## Descrição
A subfamília foi descrita em 1826 pelo botânico britânico Robert Sweet, na página 372 da sua obra Sweet’s Hortus Britannicus: or a catalogue of plants cultivated in the gardens of Great Britain, arranged in natural orders..., como Subordo Cupressinae (subordem Cupressinae), que posteriormente foi raclassificada como subfamília.
A subfamília comprende onze géneros con numerosas espécies com distribuição natural no hemisfério norte, com excepção de Juniperus procera, árvore que, ainda que originária da Península Arábica (Arábia Saudita e Iémen), a sua área de dispersão compreende o nordeste, leste, centro-oeste e sul da África tropical, sendo o único repesentante da subfamília que se se encontra ao sul da linha equatorial.  

## Filigenia e sistemática

### Taxonomia
A subfamília das cupressoideas compreende onze géneros com espécies actualmente viventes (espécies extantes). Destes género, cinco são monotípicos (incluem uma só espécie).
- Calocedrus, com quatro espécies, três delas da Ásia, e a outra, C. decurrens, da América do Norte.[5]
- Chamaecyparis, com seis espécies, quatro da Ásia Oriental, e duas da América do Norte.[5]
- Cupressus, o género tipo da subfamília. Segundo os autores, comprende de 17 a 33 espécies, com ocorrência na América do Norte, Europa, norte de África e Ásia.[5]
- Fokienia, cuja única espécie, Fokienia hodginsii, é endémica do sueste da China, do norte e do centro-oeste do Vietname e do norte do Laos.[5] [6][7]
- Juniperus, com numerosas espécies, entre 45 e 75, segundo os diferentes autores, da América do Norte, Europa, norte de África e Ásia.[5]
- Microbiota, monotípica. A sua única espécie, Microbiota decussata Komarov 1923, é originária da Sibéria.[5] [8]
- Platycladus, monotípica. A sua única espécie, Platycladus orientalis (L.) Franco 1949 ocorre no leste da Rússia, na Coreia e na China.[5] [9]
- Tetraclinis, monotípica. A sua única espécie, Tetraclinis articulata (Vahl) Mast., ocorre no noroeste da África, no sueste de Espanha e na ilha de Malta.[5] [10]
- Thuja, com cinco espécies, duas na América do Norte e três no leste da Ásia.[5]
- Thujopsis, monotípica. A sua única espécie, Thujopsis dolabrata (Thunb. ex L. f.) Siebold & Zucc., 1844, é endémica do Japão.[5]
- Xanthocyparis, com duas espécies, uma da América do Norte (Xanthocyparis nootkatensis), e a outra (Xanthocyparis vietnamensis), do Vietname.[5] [11] [12]

O género Callitropsis Oerst., 1864 foi reclassificado como XanthocyparisFarjon & T. H. Nguyên, 2002.

## Galeria

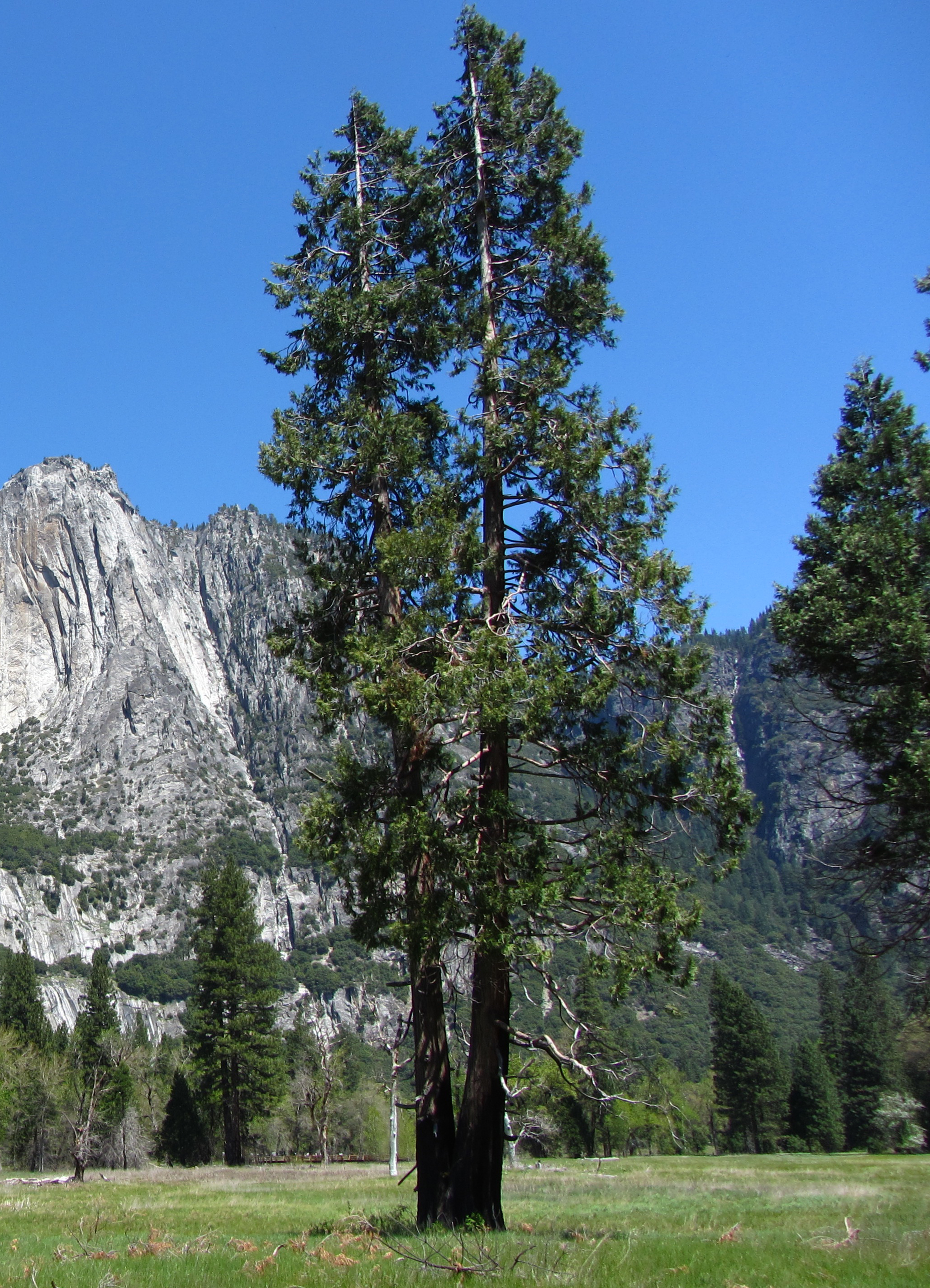
Calocedrus decurrens, no Parque Nacional de Yosemite. Califórnia.
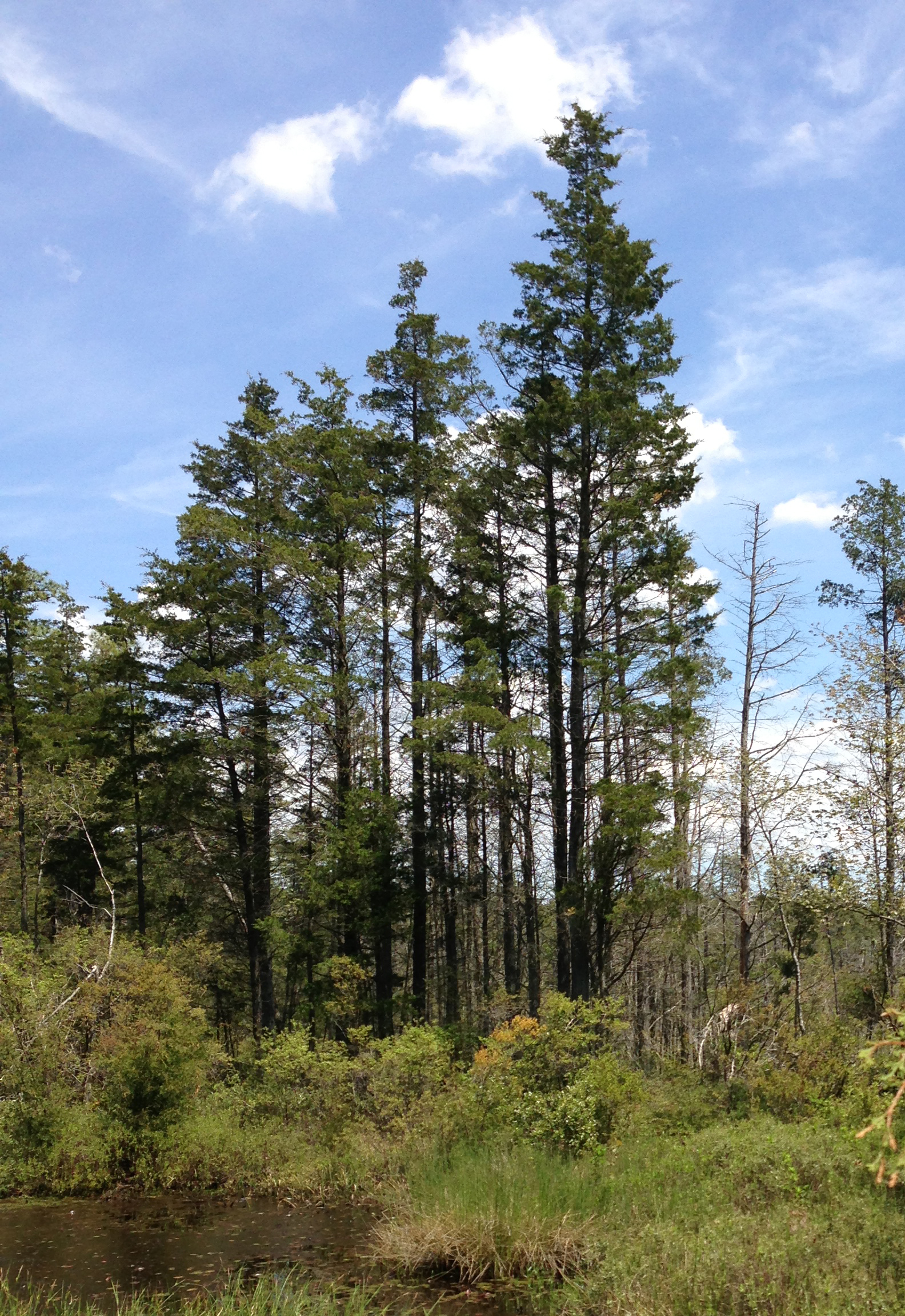
Chamaecyparis thyoides no Byrne State Forest, New Jersey.
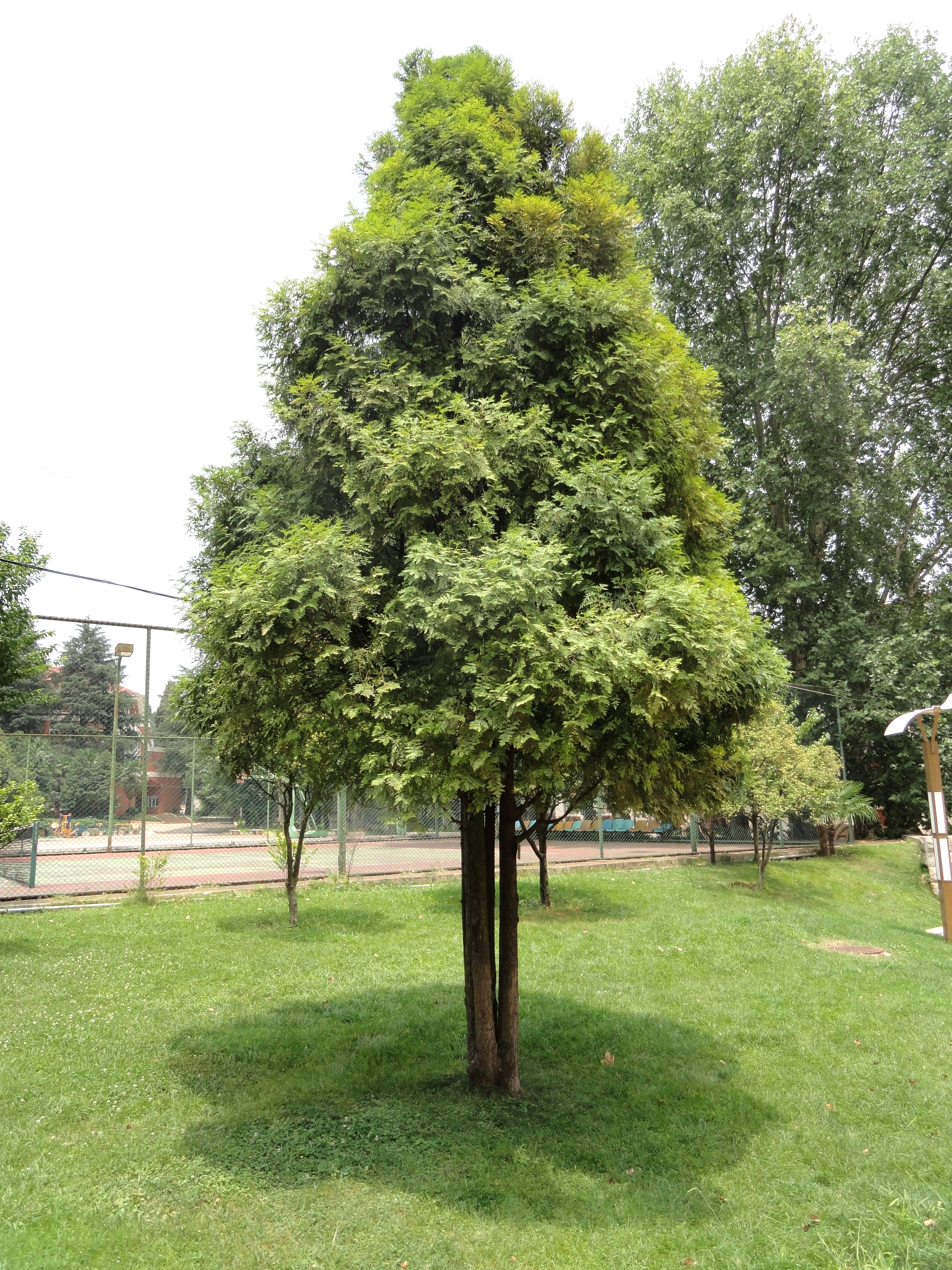
Fokienia hodginsii, no Jardim Botânico de Kunming, Yunnan, China.
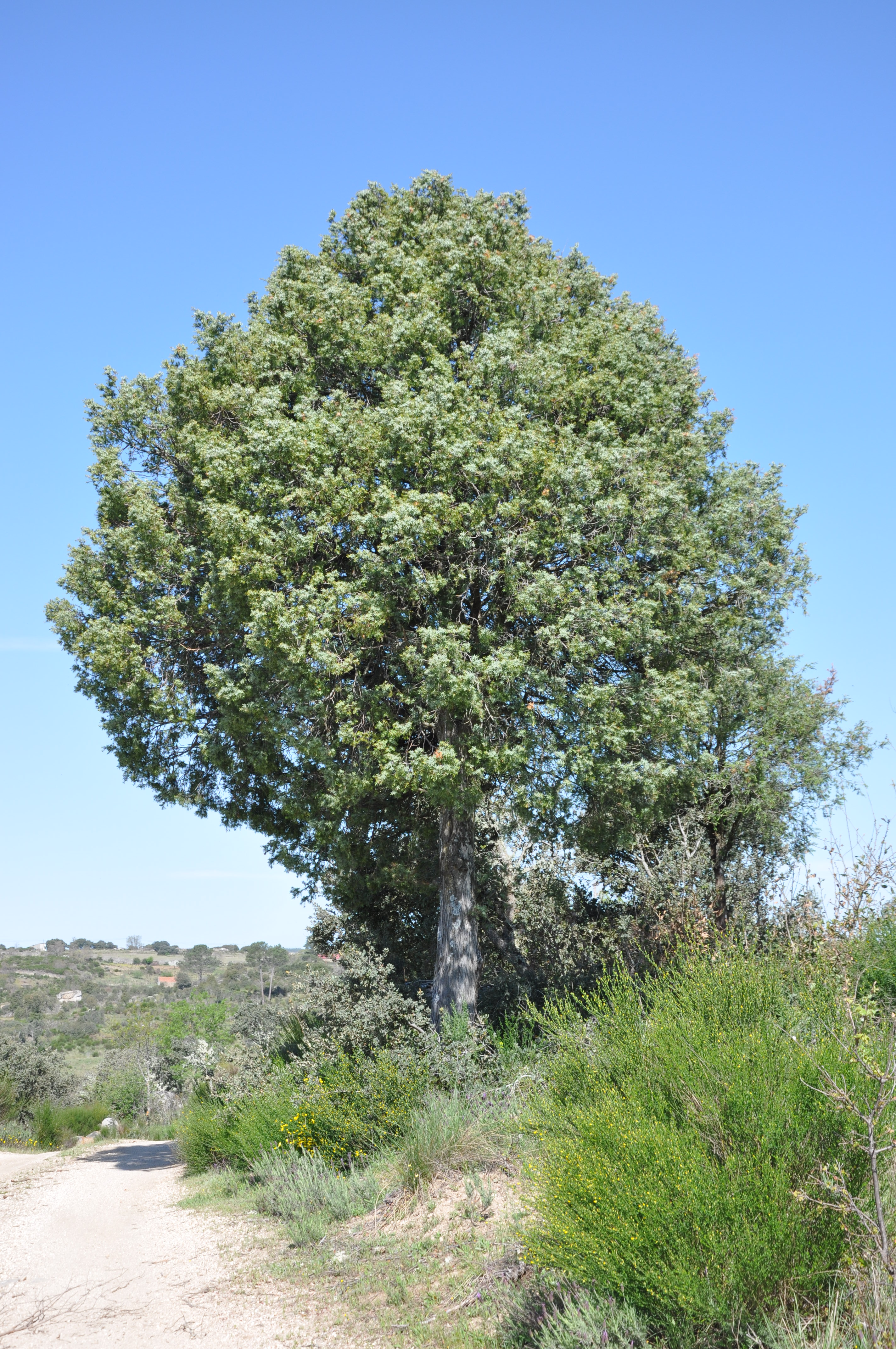
Juniperus oxycedrus, em Miranda do Douro, Portugal.
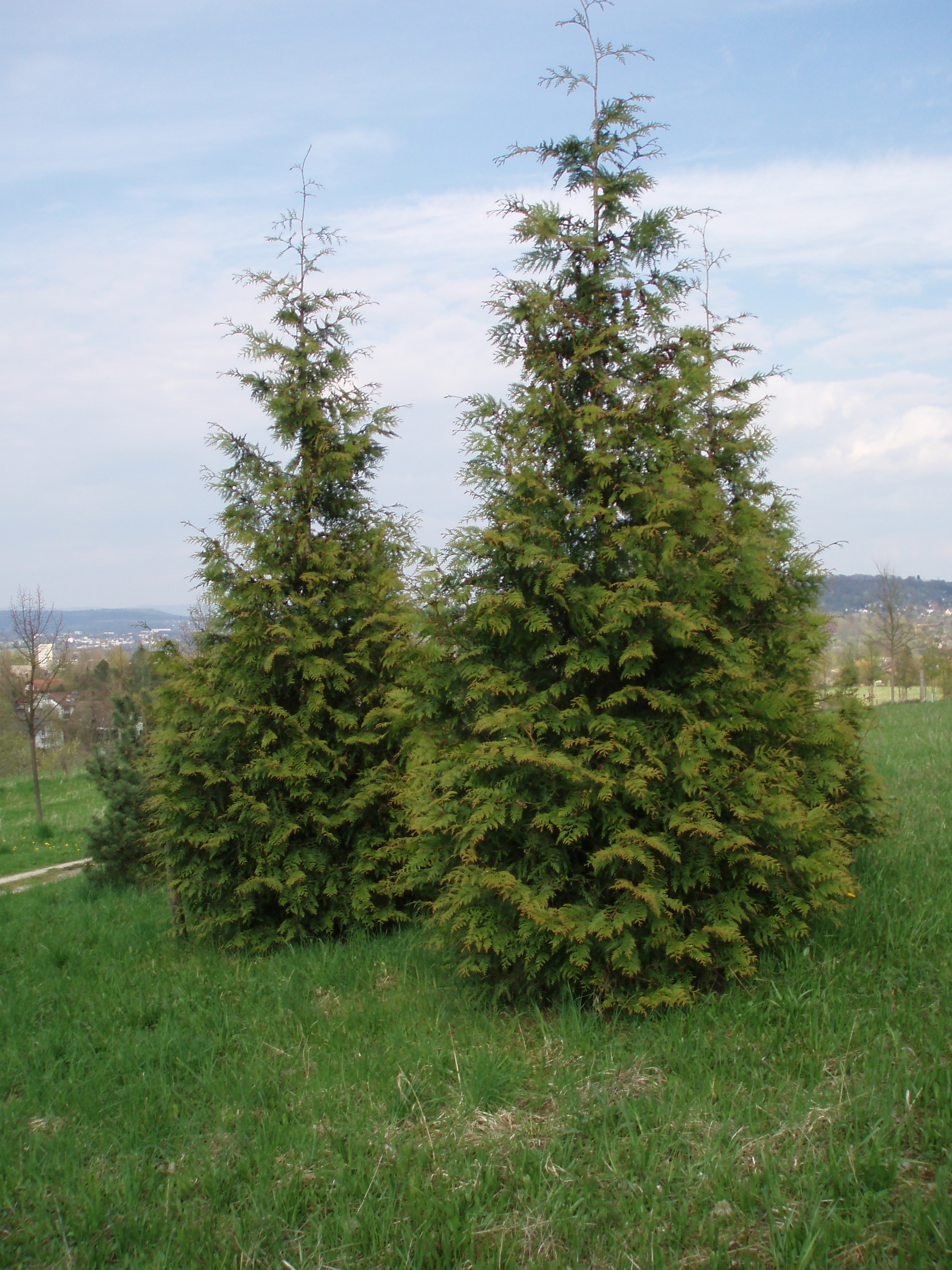
Thuja plicata, no Grünes Labor Coburg, Jardim de Investigação de Coburg, Baviera, Alemanha.
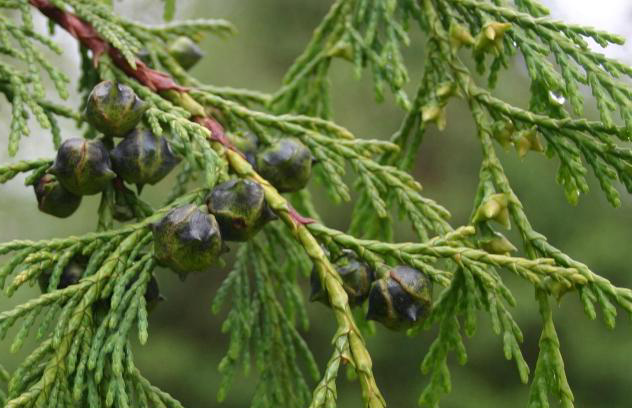
Folhagem e cones de Xanthocyparis nootkatensis.